# Telmatoscopus norrisi
Telmatoscopus norrisi és una espècie d'insecte dípter pertanyent a la família dels psicòdids que es troba a Austràlia.